# Šulinci
Šulinci (mađarski: Sándorvölgy, prekomurski: Šülinci), naselje u slovenskoj Općini Gornjim Petrovcima. Šulinci se nalazi u pokrajini Prekomurju i statističkoj regiji Pomurju. 

## Stanovništvo
Prema popisu stanovništva iz 2002. godine naselje je imalo 211 stanovnika.